# Manufacture Royale
Manufacture Royale es una marca de relojes de lujo suiza. Fundada en el siglo XVIII, la marca resurgió en 2010.

## Historia
En 1770, el filósofo Voltaire promovió la creación de talleres de relojería en Ferney-Voltaire, cerca de Ginebra, época en la que se fundó la Manufacture Royale. Se convirtió en un importante productor de relojes, y el famoso Jean-Antoine Lépine, relojero del rey, fue uno de sus relojeros. La firma también fabricó relojes de mesa, como elementos decorativos conocidos como objetos de arte.
La firma, que permanecía inactiva, resurgió en 2010, cuando fue adquirida por la familia Gouten en 2013, siendo asumida la dirección de la compañía por Alexis Gouten.

## Relojes
Los relojes modernos de la marca son modelos de alta relojería, de fabricación propia y con complicaciones. Los primeros diseños producidos fueron relojes con tourbillon y un repetidor de minutos, seguidos por las colecciones Androgyne, 1770 y Voltige. La marca ha sido dirigida por Alexis Gouten.